# ایرپلی پاپ لاتین
ایرپلی پاپ لاتین (انگلیسی: Latin Pop Airplay)، که با نام ترانه‌های پاپ لاتین (انگلیسی: Latin Pop Songs) نیز شناخته می‌شود، یک جدول موسیقی منتشر شده در مجلهٔ بیلبورد و یک جدول فرعی از جدول موسیقی لاتین ایرپلی است. این جدول بر موسیقی پاپ لاتین، یعنی موسیقی پاپ اسپانیایی‌زبان تمرکز دارد. این جدول در ۸ اکتبر ۱۹۹۴ توسط مجلهٔ بیلبورد و به‌عنوان یک جدول فرعی از جدول موسیقی ترانه‌های داغ لاتین پایه‌گذاری شد و تا اکتبر ۲۰۱۲ و زمانی که جدول ترانه‌های داغ لاتین شیوه‌نامهٔ خود را تغییر داد، تحت این جدول قرار داشت. نخستین ترانهٔ شماره یک این جدول فردا، فردا از کریستین کاسترو بود. این جدول تنها میزبان تک‌آهنگ‌ها یا قطعه‌ها است و مانند اکثر جدول‌های بیلبورد، بر اساس ایرپلی گردآوری می‌شود. جدول‌های رادیویی با استفاده از اطلاعات ردیابی شده توسط سامانه‌های داده‌های پخش نیلسن (BDS)، که به صورت الکترونیکی ایستگاه‌های رادیویی را در بیش از ۱۴۰ بازار در سراسر ایالات متحده نظارت می‌کند، گردآوری می‌شود. مخاطب داده‌های بی‌دی‌اس ارجاع متقابل را با اطلاعات شنونده که توسط سیستم رتبه‌بندی آربیترون گردآوری شده‌است، جدول‌بندی می‌کند تا تعداد تقریبی برداشت‌های تماشاگران برای تعداد پخش در هر روز را تعیین کند. همزمان با انتشار شمارهٔ مورخ ۱۵ اوت ۲۰۲۰، بیلبورد این جدول را اصلاح کرد تا پخش کلی موسیقی پاپ لاتین را در ایستگاه‌های رادیویی لاتین منعکس کند. به‌جای رتبه‌بندی ترانه‌هایی که در ایستگاه‌های پاپ لاتین پخش می‌شوند، رتبه‌بندی براساس میزان پخش ترانه‌های پاپ لاتین در ایستگاه‌هایی که موسیقی لاتین را بدون در نظر گرفتن ژانر پخش می‌کنند، تعیین می‌شود. ترانهٔ شماره یک کنونی این جدول، پروونزا اثر کارول جی است.

## آثار

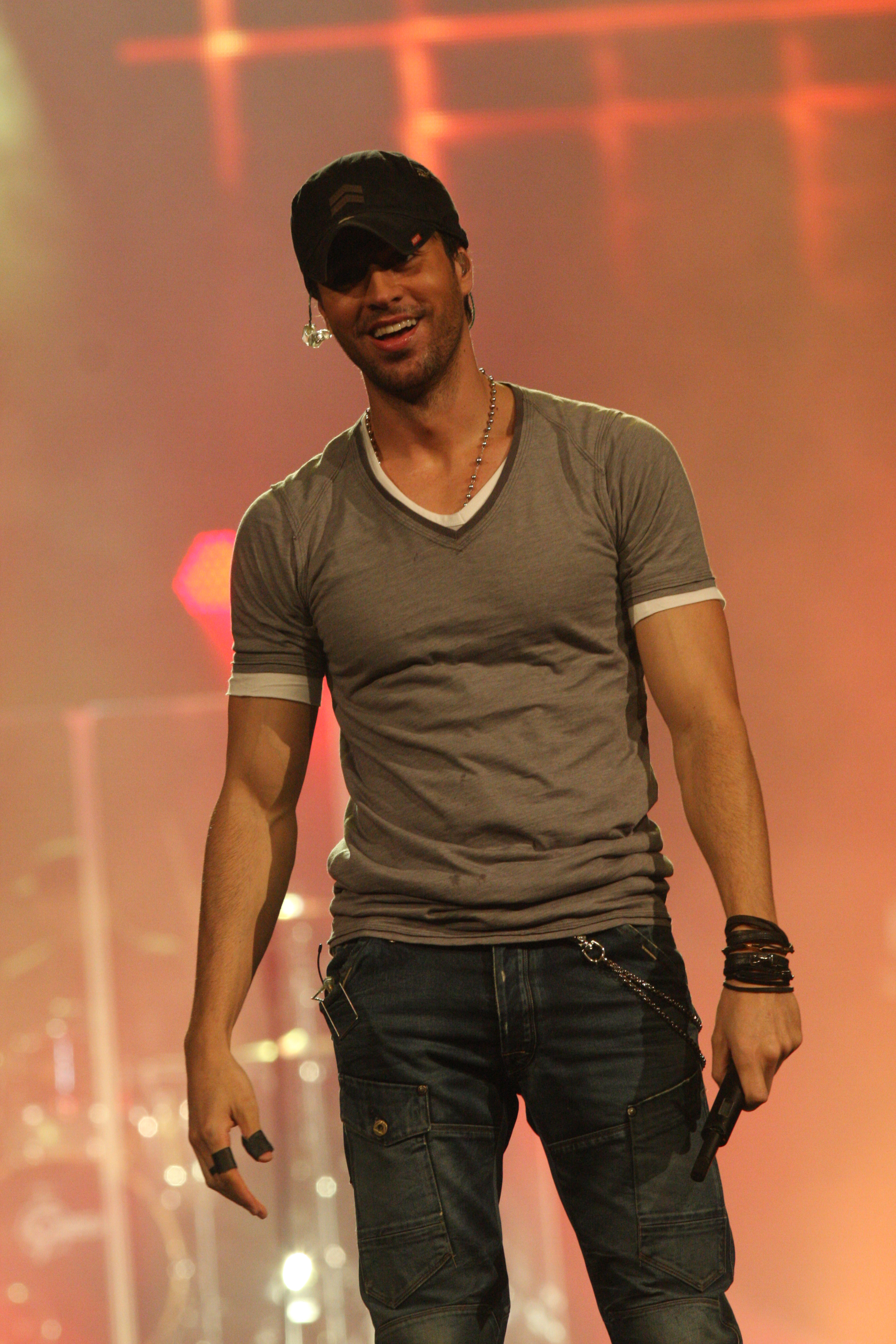
انریکه ایگلسیاس با ۲۵ ترانه بین سال‌های ۱۹۹۶ تا ۲۰۲۱ بیشترین آمار ترانه‌های قرار گرفته در شماره یک را دارد.

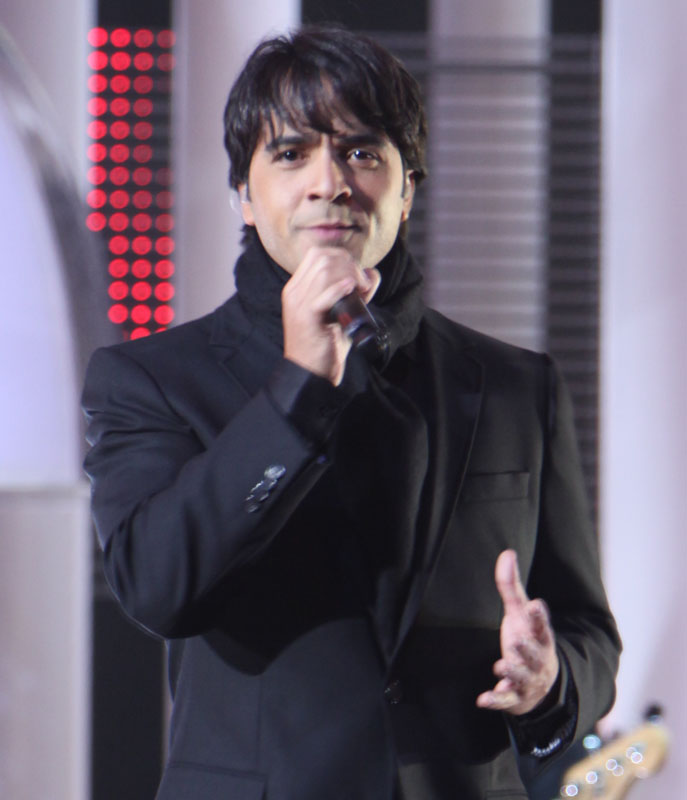
«من تسلیم نمی‌شوم» اثر لوییس فانسی (در تصویر) با ۳۰ هفته حضور به‌عنوان ترانهٔ شماره یک، رکورددار طولانی‌ترین در این جایگاه است.

### هنرمندان دارای بیشترین حضور در شماره یک
| تعداد تک‌آهنگ‌ها | هنرمند          | بازه      | طولانی‌ترین حضور در شماره یک                                              | منبع   |
| -------------- | --------------- | --------- | ------------------------------------------------------------------------ | ------ |
| ۲۵             | انریکه ایگلسیاس | ۱۹۹۶–۲۰۲۱ | «رقص» (به‌همراه دسمبر بوئنو و جنته د زونا) (۲۰۱۴) – ۲۷ هفته               | [ ۵ ]  |
| ۲۰             | شکیرا           | ۱۹۹۶–۲۰۲۲ | «هرگاه، هرجا» (۲۰۰۱) – ۱۴ هفته                                           | [ ۶ ]  |
| ۱۷             | جی بالوین       | ۲۰۱۵–۲۰۲۲ | «گینزا» (۲۰۱۵) – ۲۵ هفته                                                 | [ ۷ ]  |
| ۱۴             | مانا            | ۱۹۹۵–۲۰۱۵ | «اگر نرفته بودی» (۲۰۰۸) – ۱۸ هفته                                        | [ ۸ ]  |
| ۱۲             | ریکی مارتین     | ۱۹۹۸–۲۰۲۲ | «شاید» (۲۰۰۳)، «خاطره تو» (به‌همراه لا ماری و تامی تورس) (۲۰۰۶) – ۱۳ هفته | [ ۹ ]  |
| ۱۲             | مالوما          | ۲۰۱۶–۲۰۲۲ | «اخاذی» (شکیرا به‌همراه مالوما) (۲۰۱۶–۲۰۱۷) – ۱۰ هفته                     | [ ۱۰ ] |
| ۱۱             | کریستین کاسترو  | ۱۹۹۴–۲۰۰۵ | «دوباره عاشقم باش» (۱۹۹۵) – ۱۴ هفته                                      | [ ۱۱ ] |
| ۱۱             | خوانس           | ۲۰۰۲–۲۰۱۹ | «باعث می‌شه عاشق بشم» (۲۰۰۷) – ۱۳ هفته                                    | [ ۱۲ ] |
| ۱۰             | لوئیس میگوئل    | ۱۹۹۴–۲۰۰۳ | «عاشقانه‌های من» (۲۰۰۲) – ۸ هفته                                          | [ ۱۳ ] |
| ۱۰             | ریکاردو آرجونا  | ۲۰۰۰–۲۰۱۲ | «برهنه» (۲۰۰۰)، «مشکل» (۲۰۰۲) – ۱۲ هفته                                  | [ ۱۴ ] |

### هنرمندان دارای بیشترین دستیابی به ۱۰ ترانه برتر
| تعداد تک‌آهنگ‌ها | هنرمند          | بازه      | منبع   |
| -------------- | --------------- | --------- | ------ |
| ۴۴             | انریکه ایگلسیاس | ۱۹۹۶–۲۰۲۲ | [ ۵ ]  |
| ۴۲             | ریکی مارتین     | ۱۹۹۴–۲۰۲۲ | [ ۹ ]  |
| ۳۸             | شکیرا           | ۱۹۹۶–۲۰۲۲ | [ ۶ ]  |
| ۳۳             | جی بالوین       | ۲۰۱۳–۲۰۲۲ | [ ۱۵ ] |
| ۳۲             | ددی یانکی       | ۲۰۰۵–۲۰۲۱ | [ ۱۶ ] |
| ۳۰             | کریستین کاسترو  | ۱۹۹۴–۲۰۱۰ | [ ۱۱ ] |
| ۲۹             | لوئیس میگوئل    | ۱۹۹۴–۲۰۱۰ | [ ۱۳ ] |
| ۲۸             | چایانه          | ۱۹۹۴–۲۰۱۷ | [ ۱۷ ] |
| ۲۸             | خوانس           | ۲۰۰۲–۲۰۱۹ | [ ۱۸ ] |

### هنرمندان با بیشترین ورودی
| تعداد تک‌آهنگ‌ها | هنرمند          | بازه      | عنوان با بیشترین حضور در جدول          | منبع   |
| -------------- | --------------- | --------- | -------------------------------------- | ------ |
| ۵۸             | ددی یانکی       | ۲۰۰۵–۲۰۲۲ | «لمبو» (۲۰۱۲) – ۴۶ هفته                | [ ۱۶ ] |
| ۵۷             | ریکی مارتین     | ۱۹۹۵–۲۰۲۲ | «برگرد» (۱۹۹۸) – ۴۴ هفته               | [ ۹ ]  |
| ۵۰             | انریکه ایگلسیاس | ۱۹۹۶–۲۰۲۲ | «گریه برای تو» (۲۰۰۸) – ۶۰ هفته        | [ ۱۹ ] |
| ۴۹             | لوییس فانسی     | ۲۰۰۰–۲۰۲۲ | «من تسلیم نمی‌شوم» (۲۰۰۸) – ۵۲ هفته     |        |
| ۴۸             | جی بالوین       | ۲۰۱۳–۲۰۲۲ | «اوه بیا» (۲۰۱۴) – ۴۶ هفته             | [ ۱۵ ] |
| ۴۸             | شکیرا           | ۱۹۹۶–۲۰۲۲ | «شانس» (۲۰۰۱) – ۵۲ هفته                | [ ۶ ]  |
| ۴۵             | ریکاردو آرجونا  | ۱۹۹۴–۲۰۲۰ | «برهنه» (۱۹۹۸) – ۳۸ هفته               | [ ۱۴ ] |
| ۴۴             | مالوما          | ۲۰۱۴–۲۰۲۲ | «ای‌دی‌ام‌وی» (۲۰۲۰) – ۵۱ هفته            | [ ۲۰ ] |
| ۴۲             | مانا            | ۱۹۹۵–۲۰۲۲ | «اگر نرفته بودی» (۲۰۰۸) – ۵۹ هفته      | [ ۸ ]  |
| ۴۰             | کریستین کاسترو  | ۱۹۹۴–۲۰۱۷ | «بهترین من» (۱۹۹۷) – ۶۶ هفته           | [ ۱۱ ] |
| ۳۹             | چایانه          | ۱۹۹۴–۲۰۲۲ | «گره‌خورده به عشق تو» (۱۹۹۹) – ۶۵ هفته  | [ ۱۷ ] |
| ۳۸             | کارلوس ویوس     | ۱۹۹۵–۲۰۲۲ | «یک بوسه از تو بدزدم» (۲۰۱۷) – ۳۳ هفته | [ ۱۷ ] |

### ده ترانه برتر تمام دوران (۱۹۹۴–۲۰۱۷)
در سال ۲۰۱۷، مجلهٔ بیلبورد یک رتبه‌بندی برای ۲۰ ترانهٔ برتر جدول از زمان آغاز آن در سال ۱۹۹۴ را گردآوری کرد. این جدول بر اساس بیشترین هفته‌هایی که ترانهٔ مورد نظر در صدر جدول سپری کرده‌است، گردآوری شده‌است. ترانه‌هایی که تعداد هفته‌های یکسانی را در جایگاه اول سپری کرده‌اند، بر پایهٔ بیشترین هفته‌های حضور در ده ترانهٔ برتر رتبه‌بندی می‌شوند و پس از آن نیز بیشترین هفته‌های حضور در جدول ملاک خواهد بود.
| رتبه | تک‌آهنگ               | هنرمند(ها)                                        | سال اوج | اوج و مدت            | منبع   |
| ---- | -------------------- | ------------------------------------------------- | ------- | -------------------- | ------ |
| ۱    | «من تسلیم نمی‌شوم»    | لوییس فانسی                                       | ۲۰۰۸    | شمارهٔ ۱ برای ۳۰ هفته | [ ۲۱ ] |
| ۲    | «رقص»                | انریکه ایگلسیاس به‌همراه جنته د زونا و دسمبر بوئنو | ۲۰۱۴    | شمارهٔ ۱ برای ۲۷ هفته | [ ۲۱ ] |
| ۳    | «گینزا»              | جی بالوین                                         | ۲۰۱۵    | شمارهٔ ۱ برای ۲۵ هفته | [ ۲۱ ] |
| ۴    | «باعث می‌شه عاشق بشم» | خوانس                                             | ۲۰۰۷    | شمارهٔ ۱ برای ۲۱ هفته | [ ۲۱ ] |
| ۵    | «بدون عشقت بی‌ارزشم»  | خوانس                                             | ۲۰۰۴    | شمارهٔ ۱ برای ۲۰ هفته | [ ۲۱ ] |
| ۶    | «به‌سوی درد خالص»     | سان بای فور                                       | ۲۰۰۰    | شمارهٔ ۱ برای ۱۹ هفته | [ ۲۱ ] |
| ۷    | «دسپاسیتو»           | لوییس فانسی و ددی یانکی به‌همراه جاستین بیبر       | ۲۰۱۷    | شمارهٔ ۱ برای ۱۸ هفته | [ ۲۱ ] |
| ۸    | «اگر نرفته بودی»     | مانا                                              | ۲۰۰۸    | شمارهٔ ۱ برای ۱۸ هفته | [ ۲۱ ] |
| ۹    | «و تو برو»           | چایانه                                            | ۲۰۰۲    | شمارهٔ ۱ برای ۱۸ هفته | [ ۲۱ ] |
| ۱۰   | «بخشش»               | نیکی جم و انریکه ایگلسیاس                         | ۲۰۱۵    | شمارهٔ ۱ برای ۱۴ هفته | [ ۲۱ ] |